# Tiago Ferreira (ciclista)
Tiago Jorge de Oliveira Ferreira (Viseu, 7 de diciembre de 1988) es un deportista portugués que compitió en ciclismo de montaña en la disciplina de campo a través.
Ganó tres medallas en el Campeonato Mundial de Ciclismo de Montaña en Maratón entre los años 2016 y 2020, y tres medallas en el Campeonato Europeo de Ciclismo de Montaña en Maratón entre los años 2016 y 2019.

## Medallero internacional
| Campeonato Mundial | Campeonato Mundial | Campeonato Mundial | Campeonato Mundial |
| Año                | Lugar              | Medalla            | Competición        |
| ------------------ | ------------------ | ------------------ | ------------------ |
| 2016               | Laissac (Francia)  | Medalla de oro     | Campo a través     |
| 2017               | Singen (Alemania)  | Medalla de plata   | Campo a través     |
| 2020               | Sakarya (Turquía)  | Medalla de plata   | Campo a través     |
| Campeonato Europeo |                    |                    |                    |
| Año                | Lugar              | Medalla            | Competición        |
| 2016               | Sigulda (Letonia)  | Medalla de plata   | Campo a través     |
| 2017               | Svit (Eslovaquia)  | Medalla de oro     | Campo a través     |
| 2019               | Kvam (Noruega)     | Medalla de oro     | Campo a través     |